# Premio Yomiuri-bungaku
Il Premio Yomiuri (読売文学賞?, Yomiuri Bungaku Shō) è un riconoscimento letterario giapponese. Venne creato nel 1948 dal quotidiano Yomiuri Shimbun, per rilanciare la produzione letteraria, nel Giappone dell'immediato dopoguerra. Attualmente consiste di sei categorie: narrativa, teatro, poesia, saggistica e letteratura di viaggio, critica letteraria, ricerca accademica e traduzione. A ogni edizione viene premiato il miglior lavoro dell'anno precedente. Il vincitore riceve una pietra da inchiostro (inkstone) e la somma di due milioni di yen (poco meno di 19.000 euro, stima 2011).

## Narrativa
- 1949 Masuji Ibuse (Honjitsu kyūshin, 本日休診)
- 1950 Kōji Uno (Omigawa, 思ひ川)
- 1951 Shōhei Ōoka (La guerra del soldato Tamura, Nobi, 野火)
- 1952 Hiroyuki Agawa (Haru no shiro, 春の城)
- 1953 non assegnato
- 1954 Haruo Satō (Akiko Mandara, 晶子曼陀羅)
- 1955 Ton Satomi (Koigokoro, 恋ごころ) e Aya Kōda (Kuroi suso, 黒い裾)
- 1956 Yukio Mishima (Il padiglione d'oro, Kinkakuji, 金閣寺) e Mantarō Kubota (San no tori, 三の酉)
- 1957 Saisei Murō (Anzukko, 杏っ子) e Yaeko Nogami (Meiro, 迷路)
- 1958 non assegnato
- 1959 Hakuchō Masamune (Kotoshi no aki, 今年の秋) e Shigeharu Nakano (Nashi no hana, 梨の花)
- 1960 Shigeru Tonomura (Miotsukushi, 澪標)
- 1961 non assegnato
- 1962 Kōbō Abe (La donna di sabbia, Suna no onna, 砂の女)
- 1963 Yasushi Inoue (Fūtō, 風濤)
- 1964 Akatsuki Kambayashi (Shiroi yakatabune, 白い屋形船)
- 1965 Junzo Shono (Tabe no kumo, 夕べの雲)
- 1966 Fumio Niwa (Ichiro, 一路)
- 1967 Kiku Amino (Ichigo-ichie, 一期一会)
- 1968 Kono Taeko (Fui no koe, 不意の声) e Kōsaku Takii (Yashu, 野趣)
- 1969 Haruto Kō (Ichijō no hikari, 一條の光) e Tan Onuma (Kaichūdokei, 懐中時計)
- 1970 Ken'ichi Yoshida (Gareki no naka, 瓦礫の中)
- 1971 non assegnato
- 1972 Tatsuo Nagai (Cochabamba-yuki, コチャバンバ行き)
- 1973 Tsuneko Nakazato (Utamakura, 歌枕) e Shōtarō Yasuoka (Hashire tomahōku, 走れトマホーク)
- 1974 Yoshie Wada (Tsugiki no dai, 接木の台)
- 1975 Kazuo Dan (Kataku no hito, 火宅の人) e Jun'nosuke Yoshiyuki (Kaban no nakami, 鞄の中身)
- 1976 Yoshinori Yagi (Kazamatsuri, 風祭)
- 1977 Toshio Shimao (Shi no toge, 死の棘)
- 1978 Noguchi Fujio (Kakute arikeri, かくてありけり)
- 1979 Toshimasa Shimamura (Myōkō no aki, 妙高の秋)
- 1980 non assegnato
- 1981 Hisashi Inoue (Kirikirijin, 吉里吉里人) e Ryōtarō Shiba (Hitobito no ashioto, ひとびとの跫音)
- 1982 Kenzaburō Ōe (“Ame no ki” wo kiku onnatachi, 「雨の木」を聴く女たち)
- 1983 non assegnato
- 1983 non assegnato
- 1984 Akira Yoshimura (Hagoku, 破獄)
- 1985 Takako Takahashi (Ikari no ko, 怒りの子) e Hideo Takubo (Kaizu, 海図)
- 1986 Yūko Tsushima (Yoru no hikari ni owarete, 夜の光に追われて)
- 1987 Tatsuhiko Shibusawa (Takaoka Shinnō kōkaiki, 高丘親王航海記)
- 1988 Takehiro Irokawa (Kyōjin nikki, 狂人日記)
- 1989 Yūichi Takai (Yoru no ari, 夜の蟻) e Yoshikichi Furui (Kari ōjōden shibun, 仮往生伝試文)
- 1990 Toshio Moriuchi (Hyōga ga kuru made ni, 氷河が来るまでに)
- 1991 Hiroshi Sakagami (Yasashii teihakuchi, 優しい碇泊地) e Sō Aono (Haha yo, 母よ)
- 1992 Eisuke Nakazono (Peking hanten kyūkan nite, 北京飯店旧館にて)
- 1993 non assegnato
- 1994 Momoko Ishii (Maboroshi no akai mi, 幻の朱い実) e Senji Kuroi (Kāten kōru, カーテンコール)
- 1995 Keizō Hino (Hikari, 光) e Haruki Murakami (L'uccello che girava le viti del mondo, Nejimakidori kuronikuru, ねじまき鳥クロニクル)
- 1996 non assegnato
- 1997 Ryū Murakami (Tokyo soup, In za miso-sūpu, インザ・ミソスープ) e Nobuo Kojima (Uruwashiki hibi, うるわしき日々)
- 1998 Kunio Ogawa (Hashisshi gyangu, ハシッシ・ギャング) e Noboru Tsujihara (Tobe kirin, 翔べ麒麟)
- 1999 Yasutaka Tsutsui (Watashi no gurampa, わたしのグランパ) e Taku Miki (Hadashi to kaigara, 裸足と貝殻)
- 2000 Naoyuki Ii (Nigotta gekiryū ni kakaru hashi, 濁った激流にかかる橋) e Eimi Yamada (A2Z)
- 2001 Anna Ogino (Horafuki-Anri no bōken, ホラ吹きアンリの冒険)
- 2002 Minae Mizumura (Honkaku shōsetsu, 本格小説)
- 2003 Yōko Ogawa (Hakase no aishita sūshiki, 博士の愛した数式)
- 2004 Hisaki Matsuura (Hantō, 半島)
- 2005 Toshiyuki Horie (Kagan bōjitsushō, 河岸忘日抄) e Katsusuke Miyauchi (Shōshin , 焼身)
- 2006 non assegnato
- 2007 Rieko Matsuura (Kenshin, 犬身)
- 2008 Sō Kurokawa (Kamome no hi, かもめの日)
- 2009 Kaoru Takamura (Taiyō wo hiku uma, 太陽を曳く馬)
- 2010 Natsuo Kirino (Nanikaaru, ナニカアル)
- 2011 non assegnato
- 2012 Tawada Yōko (Kumo o tsukamu hanashi, 雲をつかむ話) e Matsuie Masashi (Kazan no fumuto de, 火山のふもとで)
- 2013 Kiyoko Murata (Yūjōko, ゆうじょこう)
- 2014 Hiromi Kawakami (Suisei, 水声) e Tomoyuki Hoshino (Yoru wa owaranai, 夜は終わらない)
- 2015 Hideo Furukawa (Onna-tachi sanbyaku-nin no uragiri no sho, 女たち三百人の裏切りの書)
- 2016 Hideo Levy (Mohankyō, 模範郷)
- 2017 Kumiko Kakehashi (Kuruu hito: “Shi no toge” no tsuma, Shimao Miho, 狂うひと：「死の棘」の妻・島尾ミホ)
- 2018 Keiichirō Hirano (Aru otoko, ある男)
- 2019 Masahiko Shimada (Kimi ga itandatta koro, 君が異端だった頃)